# 会社法人等番号
会社法人等番号（かいしゃほうじんとうばんごう）は、日本の登記所が商業登記、法人登記の登記記録1件ごとに記録する会社、法人などの識別番号である。数字12桁からなる。登記所での手続に使われる。

## 付け方
現行の会社法人等番号の付け方は、商業登記規則（昭和39年法務省令第23号）第1条の2に規定されている。この条文は、各種の法人の登記、組合契約などの登記に準用されている。
具体的には、新たに登記記録を起こすときに、新たな会社法人等番号を起こす。ただし、以下の例外がある。
- 会社の組織変更（合同会社から株式会社への移行など）のために新たに登記記録を起こすときは、そのために閉鎖される登記記録の会社法人等番号を新たに起こす登記記録に引き継ぐ[9]。
- 会社の本店を別の登記所の管轄区域内に移転するときは、そのために閉鎖される登記記録の会社法人等番号を、新しい本店の所在地を管轄する登記所の登記記録に引き継ぐ[9]。
- 日本国内の登記所に現に有効な登記記録がある外国会社について、別の登記所で登記記録を起こすときは、同一の会社法人等番号を使用し、新たな番号は起こさない[10]。
- 商号使用者、支配人、未成年者、後見人の現に有効な登記記録に記録のある者を商号使用者、商人、未成年者または被後見人とする登記記録を新たに起こすときは、同一の会社法人等番号を使用し、新たな番号は起こさない[11]。
- 商号使用者などが営業所を別の登記所の管轄区域内に移転するときは、そのために閉鎖される登記記録の会社法人等番号を、新しい営業所の所在地を管轄する登記所の登記記録に引き継ぐ[11]。

2022年（令和4年）8月末までは、会社の支店の所在地における登記の制度があった。この制度に基づき支店の所在地のみを管轄する登記所で登記記録を起こすときは、会社法人等番号は使用せず、代わりに「管理番号」を付けることになっていた。

## 12桁の数字の意味
2015年（平成27年）11月に半官半民で設立された「株式会社海外通信・放送・郵便事業支援機構」を例にとる。同社の会社法人等番号は 0100-01-171970 である。
最初の4桁「0100」は、登記所コード（登記所番号）であり、設立登記を管轄した登記所を表す。「0100」は、東京法務局の本局の番号である。
次の2桁「01」は、設立登記の際の登記簿の種別（会社・法人等の種類）を表す。株式会社（特例有限会社を除く）は「01」、特例有限会社は「02」、合名会社・合資会社・合同会社・外国会社は「03」、商号・支配人・未成年者・後見人は「04」、各種法人等は「05」である。
最後の6桁「171970」は、設立登記の際、その登記所のその登記簿のうちで、登記記録を起こした順に付けた番号である。
したがって、近年設立された会社・法人（2012年（平成24年）5月21日以降に設立登記が完了したもの）の場合は、設立登記時の管轄登記所・登記簿種別・登記記録の順番が、12桁の数字から分かる。会社の本店・法人の主たる事務所を別の登記所の管内に移転したり、会社の組織変更をしたりしても会社法人等番号は変わらないので、12桁の数字から分かるのは、あくまでも、設立登記時の登記記録についての情報である。
それより古くからある会社・法人の場合、12桁の数字から分かるのは、2012年（平成24年）5月21日時点の登記記録についての管轄登記所等の情報である。法務省が付番方法を変更したため、このようなことになっている。
商業登記法の会社法人等番号の根拠規定が施行されたのは、2015年（平成27年）10月5日のことであり、それまでは、法務省民事局長通達「商業登記等事務取扱手続準則」に従って会社法人等番号が付与されていた。2012年（平成24年）5月21日の付番方法変更前は、管轄登記所の変更や会社の組織変更により、会社法人等番号は変更された。

### 登記所コード
会社法人等番号で使われる登記所コードは次の通り。既に廃止された登記所も表に含まれるが、2012年5月21日の会社法人等番号の固定化のため、コードとしては現在でも使用されている。また、2012年5月21日時点で商業登記（法人登記）の取り扱いのない登記所は、表に含まれていない。
| コード | 登記所                 | コード | 登記所                 | コード | 登記所                 | コード | 登記所                     |
| ------ | ---------------------- | ------ | ---------------------- | ------ | ---------------------- | ------ | -------------------------- |
| 0100   | 東京法務局             | 0200   | 横浜地方法務局         | 2000   | 岐阜地方法務局         | 3706   | 仙台法務局塩竈支局         |
| 0101   | 東京法務局八王子支局   | 0210   | 横浜地方法務局湘南支局 | 2100   | 福井地方法務局         | 3708   | 仙台法務局名取出張所       |
| 0104   | 東京法務局港出張所     | 0300   | さいたま地方法務局     | 2200   | 金沢地方法務局         | 3800   | 福島地方法務局             |
| 0105   | 東京法務局台東出張所   | 0400   | 千葉地方法務局         | 2300   | 富山地方法務局         | 3900   | 山形地方法務局             |
| 0106   | 東京法務局墨田出張所   | 0500   | 水戸地方法務局         | 2400   | 広島法務局             | 4000   | 盛岡地方法務局             |
| 0107   | 東京法務局品川出張所   | 0600   | 宇都宮地方法務局       | 2500   | 山口地方法務局         | 4005   | 盛岡地方法務局一関支局     |
| 0108   | 東京法務局城南出張所   | 0700   | 前橋地方法務局         | 2600   | 岡山地方法務局         | 4006   | 盛岡地方法務局水沢支局     |
| 0109   | 東京法務局世田谷出張所 | 0800   | 静岡地方法務局         | 2700   | 鳥取地方法務局         | 4027   | 盛岡地方法務局大船渡出張所 |
| 0110   | 東京法務局渋谷出張所   | 0801   | 静岡地方法務局沼津支局 | 2800   | 松江地方法務局         | 4100   | 秋田地方法務局             |
| 0111   | 東京法務局新宿出張所   | 0804   | 静岡地方法務局浜松支局 | 2900   | 福岡法務局             | 4200   | 青森地方法務局             |
| 0112   | 東京法務局中野出張所   | 0900   | 甲府地方法務局         | 2908   | 福岡法務局北九州支局   | 4300   | 札幌法務局                 |
| 0113   | 東京法務局杉並出張所   | 1000   | 長野地方法務局         | 3000   | 佐賀地方法務局         | 4400   | 函館地方法務局             |
| 0114   | 東京法務局板橋出張所   | 1100   | 新潟地方法務局         | 3100   | 長崎地方法務局         | 4500   | 旭川地方法務局             |
| 0115   | 東京法務局北出張所     | 1200   | 大阪法務局             | 3200   | 大分地方法務局         | 4600   | 釧路地方法務局             |
| 0116   | 東京法務局練馬出張所   | 1201   | 大阪法務局堺支局       | 3202   | 大分地方法務局臼杵支局 | 4601   | 釧路地方法務局帯広支局     |
| 0117   | 東京法務局江戸川出張所 | 1209   | 大阪法務局北大阪支局   | 3300   | 熊本地方法務局         | 4603   | 釧路地方法務局北見支局     |
| 0118   | 東京法務局城北出張所   | 1220   | 大阪法務局東大阪支局   | 3400   | 鹿児島地方法務局       | 4604   | 釧路地方法務局根室支局     |
| 0123   | 東京法務局町田出張所   | 1300   | 京都地方法務局         | 3500   | 宮崎地方法務局         | 4625   | 釧路地方法務局中標津出張所 |
| 0124   | 東京法務局府中支局     | 1400   | 神戸地方法務局         | 3600   | 那覇地方法務局         | 4700   | 高松法務局                 |
| 0127   | 東京法務局田無出張所   | 1500   | 奈良地方法務局         | 3700   | 仙台法務局             | 4800   | 徳島地方法務局             |
| 0128   | 東京法務局立川出張所   | 1600   | 大津地方法務局         | 3701   | 仙台法務局大河原支局   | 4900   | 高知地方法務局             |
| 0131   | 東京法務局西多摩支局   | 1700   | 和歌山地方法務局       | 3702   | 仙台法務局古川支局     | 5000   | 松山地方法務局             |
| 0132   | 東京法務局目黒出張所   | 1800   | 名古屋法務局           | 3703   | 仙台法務局石巻支局     |        |                            |
| 0133   | 東京法務局豊島出張所   | 1803   | 名古屋法務局岡崎支局   | 3704   | 仙台法務局登米支局     |        |                            |
| 0134   | 東京法務局多摩出張所   | 1900   | 津地方法務局           | 3705   | 仙台法務局気仙沼支局   |        |                            |

## 調べ方
商号と所在地が分かっている会社の会社法人等番号は、次のような手段で調べることができる。
会社番号簿
各登記所には、登記所の管轄区域内の会社の会社法人等番号を収録した帳簿（会社番号簿）が備え付けられている。登記所の開庁時間内ならば、だれでも無料で閲覧できる。ただし、目的の会社の登記記録を管轄する登記所まで足を運ばなければならないという不便がある。
登記事項証明書、登記事項要約書
登記所が交付する会社の登記事項証明書または登記事項要約書の最初のページには、会社法人等番号が印刷されている。交付は有料。開庁時間内に登記所に足を運び、交付請求書を出して待たなければならない。
登記ねっと
法務省のオンラインシステム「登記ねっと」で、商号と所在地から会社法人等番号を検索することができる。会社法人等番号の検索、表示は無料。事前のユーザー登録が必要。稼働時間は登記所の開庁時間よりは長いが、平日のみ。
登記情報提供サービス
民事法務協会のインターネットサービス「登記情報提供サービス」で、商号と所在地から会社法人等番号を検索することができる。会社法人等番号の検索、表示は無料。事前のユーザー登録が必要。稼働時間は登記所の開庁時間より長く、土曜日・日曜日・国民の祝日も稼働している。
国税庁法人番号公表サイト
法人番号を所管する国税庁は「国税庁法人番号公表サイト」で法人番号を公表している。無料、ユーザー登録不要、24時間365日利用可能（システムメンテナンス中を除く）。ここで公表されるのはあくまでも13桁の法人番号であるが、この13桁から先頭（左端）の1桁を除いた12桁は、会社法人等番号と一致する（登記所に設立登記のある法人に限る）。ただし、商業登記の商号使用者・支配人・未成年者・後見人の登記、投資事業有限責任組合契約・有限責任事業組合契約の登記、および法人番号の指定・公表が開始された2015年10月以前に解散（清算結了）し登記簿が閉鎖された会社の会社法人等番号は、この方法では確認できない。

## 使い方
会社法人等番号は次のような場面で使われる。
登記事項証明書などの取得
登記所で会社の登記事項証明書や登記事項要約書を請求する際に、申請書に目的の会社の会社法人等番号を記入すると、証明書などの交付がスムーズに行われる。
商業登記
登記所に商業登記を申請するときに、会社法人等番号を申請書に記入すると、登記事項証明書の添付が省略できる。
不動産登記
会社が申請人となって登記所に不動産登記を申請するときに、会社法人等番号を申請書に記入すると、会社の代表者の資格を証明する書類の添付が省略できる。
このように、会社法人等番号の用途は登記所での手続に限られる。国税、地方税、社会保険に関する手続には12桁の会社法人等番号ではなく13桁の法人番号が使われる。

## 会社法人等番号と法人番号
商業登記法に根拠を有する会社法人等番号（12桁）と、行政手続における特定の個人を識別するための番号の利用等に関する法律に根拠を有する法人番号（13桁）とは異なる。前者は法務省の所管であり、後者は国税庁の所管である。
もっとも、会社法人等番号を有する法人の法人番号は、会社法人等番号12桁の先頭（左側）に、12桁から計算される1桁のチェックディジットを置いたものになっている。
会社法人等番号も法人番号も、ある種の法人には付与されない一方、法人格を有しない一部の対象に対しても付与されるという特徴がある。ただし、会社法人等番号の付与対象と法人番号の付与対象との間には、ずれがある。
|                |        | 法人番号                   | 法人番号 | 法人番号                                                                                   |
| 有             | 一部有 | 無                         | |                                                                                            |
| -------------- | ------ | -------------------------- | --- | ------------------------------------------------------------------------------------------ |
| 会社法人等番号 | 有     | - 設立登記のある内国法人   | - 日本の営業所・事務所登記のある外国法人                                                                        | - 日本の商業登記のある個人商人 - 投資事業有限責任組合× - 有限責任事業組合× - 限定責任信託× |
| 会社法人等番号 | 無     | - 国の機関× - 地方公共団体 | - 設立登記のない内国法人（地方公共団体を除く） - 日本の営業所・事務所登記のない外国法人 - 人格のない社団・財団× | - 個人（日本の商業登記のある個人商人を除く） - 民法上の組合× - 匿名組合×                   |

- この表の「設立登記のない内国法人」に該当するのは、健康保険組合、土地改良区、認可地縁団体などである。
- この表の「一部有」とは、通常は法人番号を持たないが、行政手続における特定の個人を識別するための番号の利用等に関する法律（番号法）第39条第1項所定の届出書を提出することとされているもの、または、同条第2項の届出をしたもの、のいずれかに該当すれば法人番号が付与されるものである。法人番号「無」の欄にあるものは、当該届出書の対象外になるものである。[19]